# Kawanishi H6K
O Kawanishi H6K foi um hidroavião quadrimotor monoplano japonês, da Marinha Imperial Japonesa, produzido pela companhia de aviões Kawanishi e usado durante a Segunda Guerra Mundial em missões de patrulha marítima. Era conhecido pelas forças aliadas como "Mavis"; A designação da Marinha Imperial Japonesa era "Grande Barco Voador Tipo 97" (九七式 大型飛行 艇).

## Desenvolvimento e uso
O H6K1 foi o modelo de serviço inicial para entrar na produção, mas este serviço foi limitado em 1938. O primeiro grande modelo em série de produção tornou-se o H6K2, que foi seguido pela adição sólida do H6K4 que ostentou 4 motores radiais Mitsubishi Kinsei 43 (mais tarde a aeronave seria alimentada pelo Kinsei 46, 51 e 53), e armamento defensivo melhorado. Outras versões da aeronave, nomeadamente para missões de transporte, foram designados por um "L" e foram gerados a partir dos modelos H6K2 e H6K4. O H6K4 era capaz de voar durante 24 horas sem pousar, apresentando-se como uma aeronave de longo alcance e grande resistência.
Depois de estes modelos terem sido usados em operações durante a guerra, descobriu-se que eles eram altamente susceptíveis ao fogo inimigo e, como tal, a série H6K5 foi desenvolvido.
O H6K5 caracterizou-se por estar equipado com reservatórios de combustível auto-selantes, juntamente com uma melhor protecção na fuselagem, nas zonas onde trabalhava a tripulação e sistemas importantes. Adicionalmente, a fuselagem sofreu uma modificação, deixando de ter uma posição aberta de atirador e passando a ter uma pequena torreta dorsal armada com uma metralhadora. Apesar destas melhorias, o H6K nunca conseguiu realmente alcançar os níveis esperados devido ao grande número de tarefas exigentes e diferentes da Guerra do Pacífico e, assim, a produção deste modelo foi limitada.
Como a linha de produção a evoluir e a progredir durante o tempo de guerra, o H6K "Mavis" também assumiu o nome de código de "Tillie" para os Aliados, para representar os derivados de transporte dedicado da série H6K. Cerca de 215 H6K totais foram produzidos pela Kawanishi. O Japão deixou de usar esta aeronave em 1945, enquanto a Indonésia deixou de o usar apenas em 1948. O H6K foi substituído em produção pelo mais capaz hidroavião H8K, também da Kawanishi.